# Hoyos del Espino
Hoyos del Espino és un municipi de la província d'Àvila, a la comunitat autònoma de Castella i Lleó. Limita amb Navarredonda de Gredos, Hoyos del Collado i San Juan de Gredos.